# 弗赖施塔特附近温德哈格
弗赖施塔特附近温德哈格是奥地利上奥地利州弗赖施塔特县的一个市镇。总面积42.9平方公里，总人口1676人，人口密度39.1人/平方公里（2005年）。